# Puy de Manzagol
Le puy de Manzagol est un sommet du Massif central, en France, situé sur la commune de Liginiac, en Corrèze. 
En dépit de son isolement relatif, mis en valeur par la proximité du lac de la Triouzoune, son altitude maximale de 692 m en fait un sommet modeste et peu proéminent, dans un secteur de la Corrèze dont l'altitude moyenne est comprise entre 600 et 700 m. Ses caractéristiques principales sont sa nature volcanique, originale en Limousin, qui résulte d'un pointement de basalte lié à l'activité du volcan du Cantal il y a 7 à 8 millions d'années, et son aménagement qui se traduit essentiellement dans la présence d'une table d'orientation.

## Géographie

### Situation

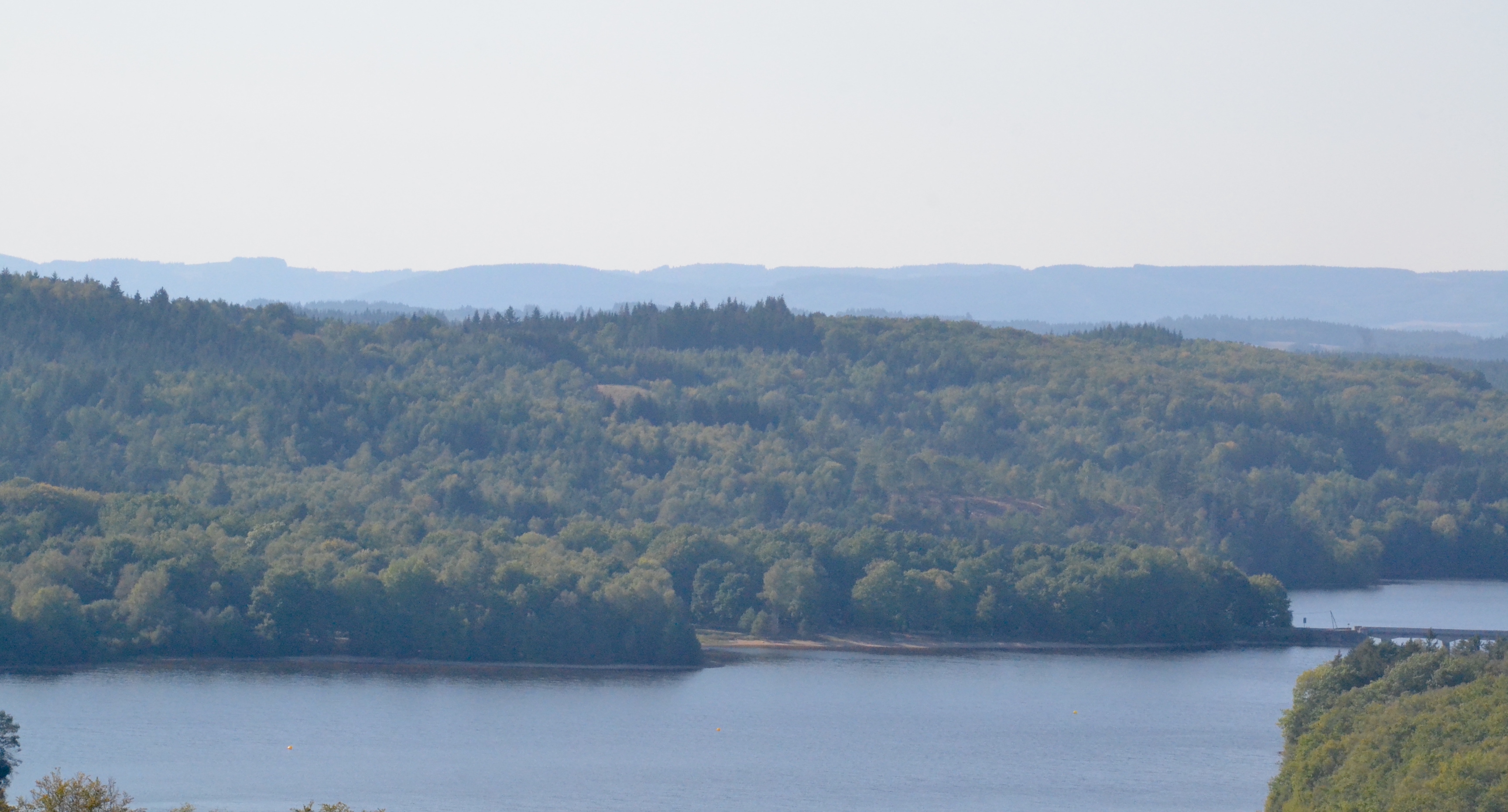
Vue sur le lac de la Triouzoune et le plateau de Millevaches depuis le sommet du puy.

Le puy de Manzagol se trouve à l'est du département de la Corrèze, sur la commune de Liginiac, à environ 16 km au sud d'Ussel et 20 km à l'est d'Égletons.
Il est très proche du département du Cantal (3,5 km), non loin du barrage de Marèges, situé à 4,5 km au sud-est.
Le bourg de Liginiac se trouve à 3 km au nord-est. Les pans du puy sont occupés par des maisons et jardins, ainsi que plusieurs parcelles agricoles dominées par la prairie.

### Géologie
Le site de Manzagol est l'un des sites volcaniques du Limousin, à l'instar des orgues de Bort, et l'éminence de ce type la plus significative du plateau corrézien. Il résulte d'un pointement de basalte, « potassique sans leucite normative ».
Le puy de Manzagol constitue à ce titre le pointement volcanique le plus occidental de France métropolitaine.

## Histoire

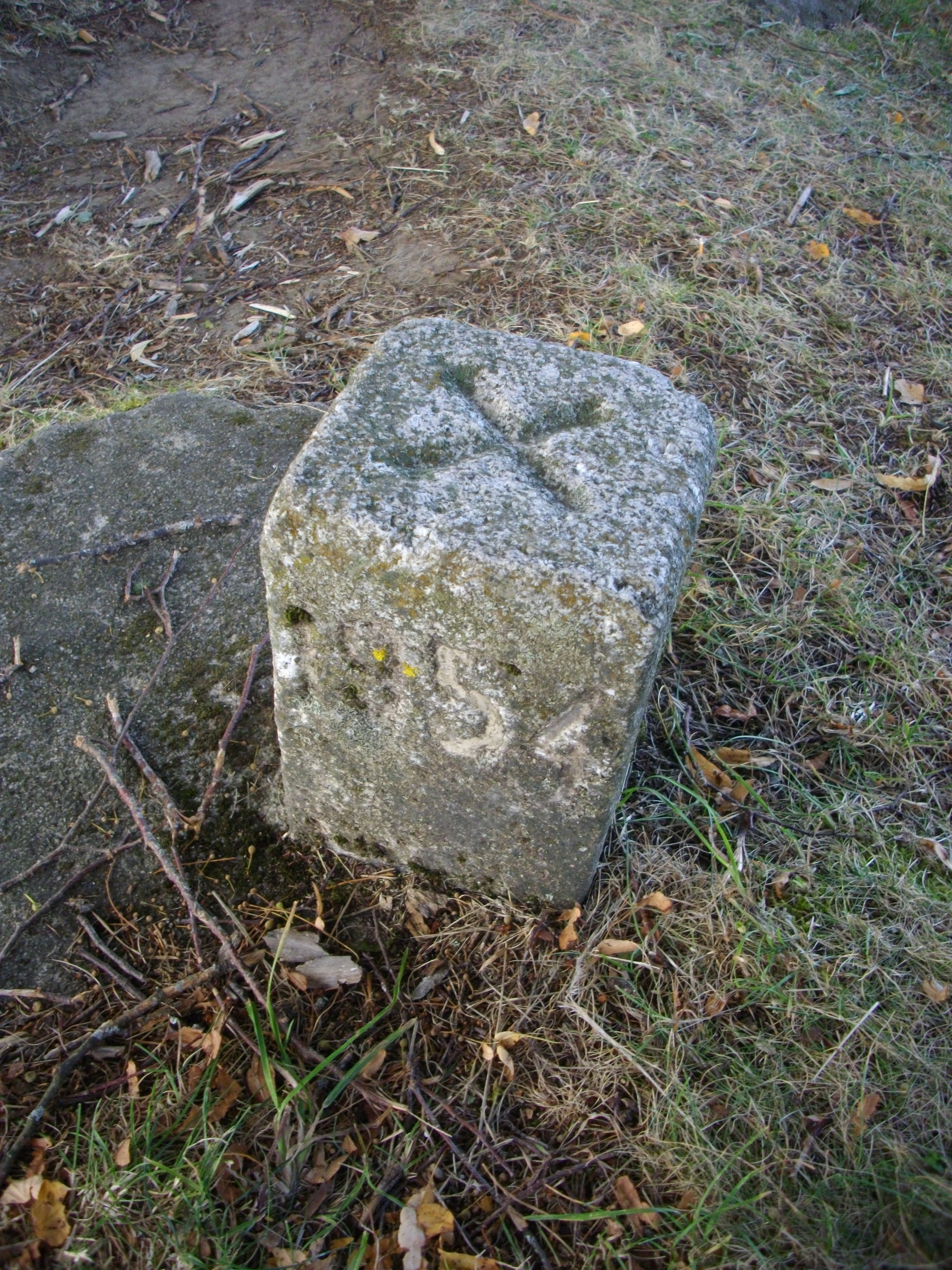
Borne géodésique du puy de Manzagol.

En 1891, la visite que fait du site l'agronome Amédée Boitel laisse à ce dernier l'impression que la nature particulière du sol permet la production de blé et de trèfle (« terre fromentale »), différente des sols granitiques environnants, terres à seigle, peu fertiles. Il y observe aussi des châtaigniers et hêtres de meilleure tenue.
La table d'orientation du sommet est installée en 1952 à l'initiative conjointe du syndicat d'initiative et des municipalités de Neuvic et Liginiac.
La même année, les abords du lac de la Triouzoune bénéficient d'une inscription sur la liste des sites inscrits de la Corrèze, mais le périmètre laisse de côté le puy.

## Aménagements
Une table d'orientation est installée sur le sommet. Le panorama, quoiqu'en partie altéré par la pousse des arbres, porte loin vers le nord-ouest (Monédières, plateau de Millevaches), mais aussi vers l'est (massif du Sancy, puy de Bort, Cézallier et monts du Cantal).

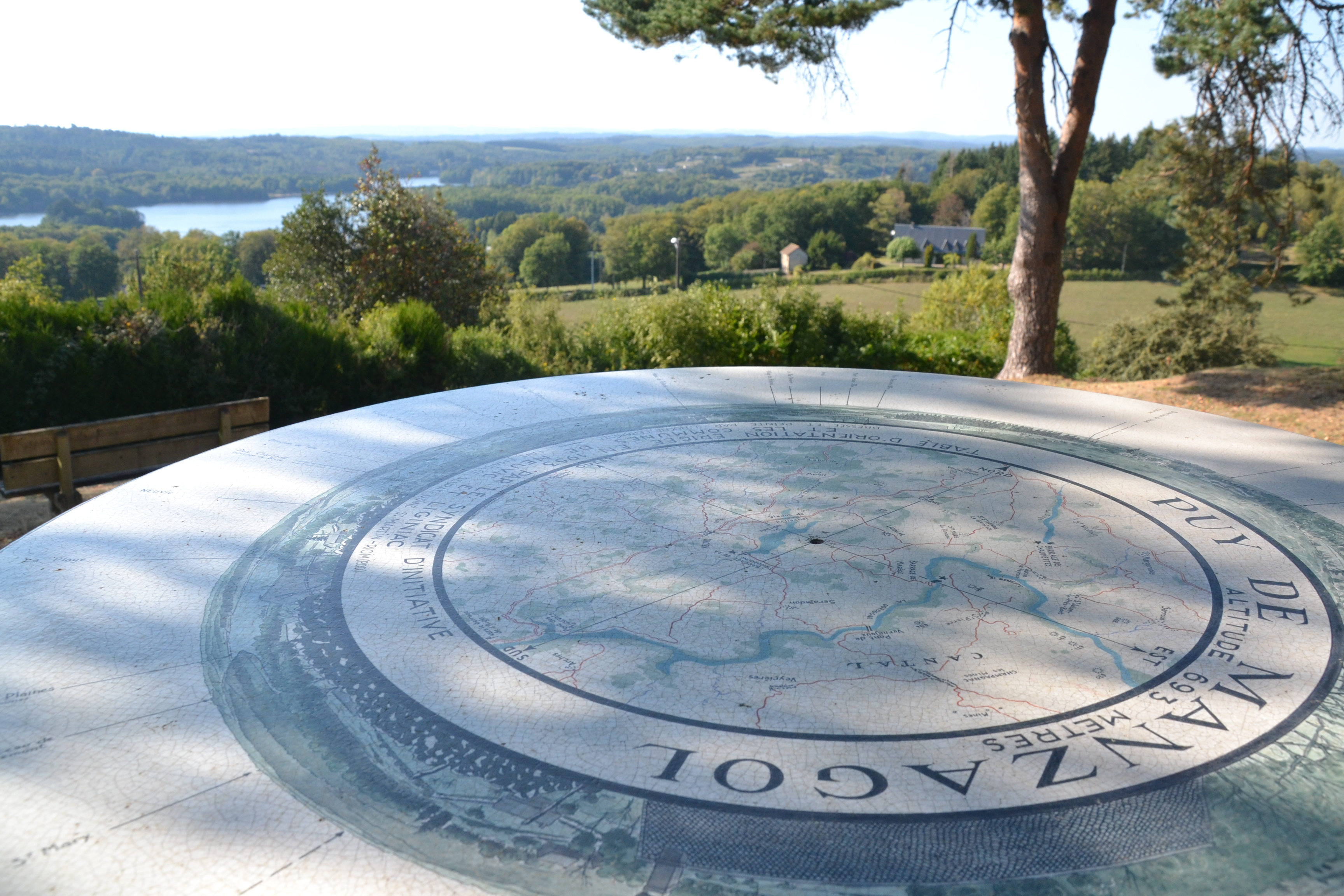
La table d'orientation.
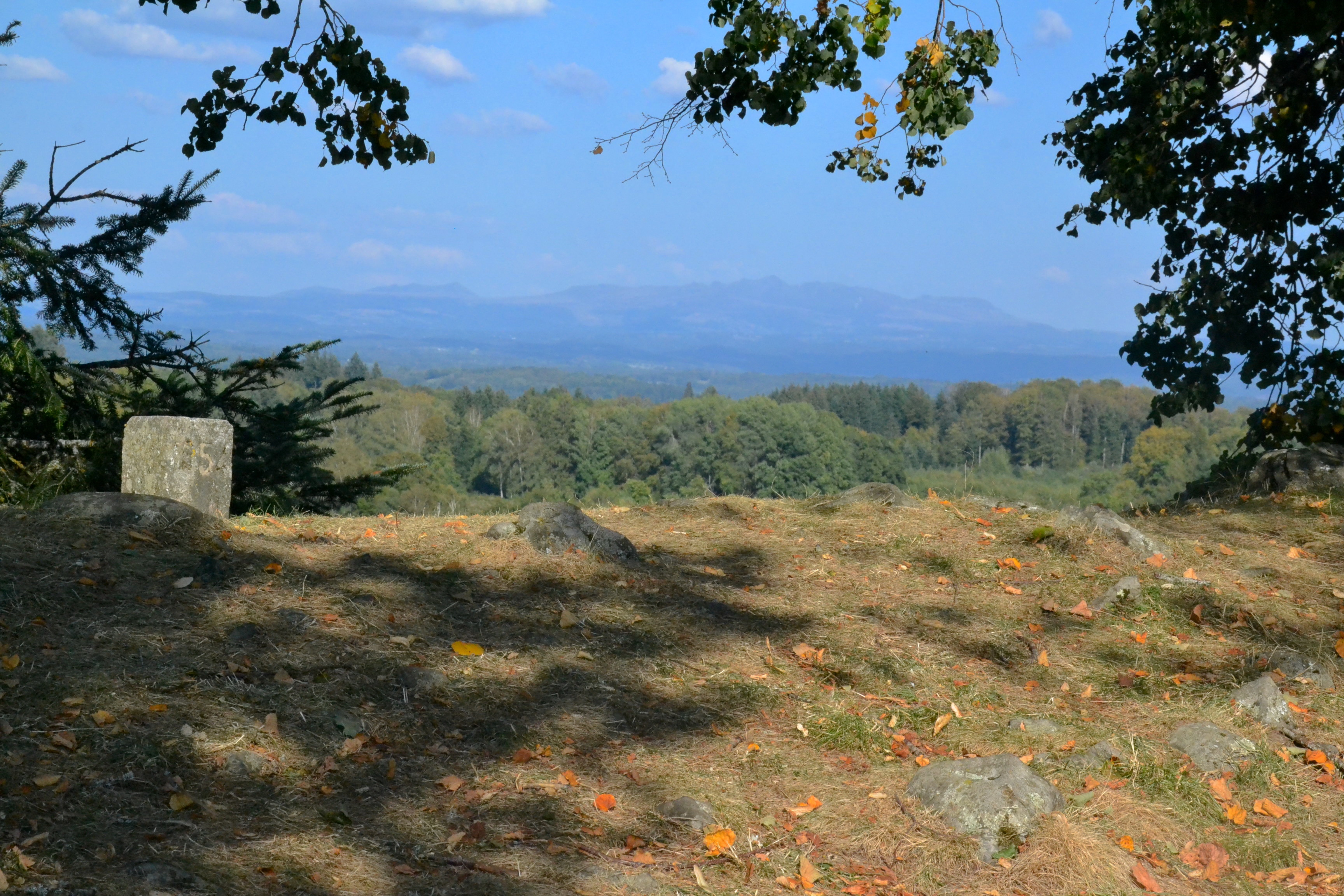
Vue sur le Sancy.

## Accès
Le sommet du puy de Manzagol est situé à proximité immédiate d'une petite route, qui débouche elle-même sur la route départementale 183 qui dessert la rive gauche du lac de la Triouzoune. Un parking est aménagé au bord de la chaussée, et un chemin permet d'accéder au sommet en quelques mètres.